# Gemeindetag unter dem Wort
Der Gemeindetag unter dem Wort war eine zwischen 1973 und 2002 in unregelmäßigen Abständen stattfindende Großveranstaltung evangelikal gesinnter Christen in den evangelischen Landeskirchen in Deutschland.

## Träger
Der Gemeindetag unter dem Wort wird veranstaltet von einem Trägerverein, dem Verantwortliche der Bekenntnisbewegung Kein anderes Evangelium, der Konferenz Bekennender Gemeinschaften, des Gnadauer Verbandes, des CVJM, der Deutschen Evangelischen Allianz und der Ludwig-Hofacker-Vereinigung angehören und durch Spenden finanziert.
Als Vorbilder dienten sowohl die „Evangelischen Wochen“ und die „Gemeindetage unter dem Wort“ der Bekennenden Kirche als auch die ersten Deutschen Evangelischen Kirchentage (DEKT) in der Nachkriegszeit.

## Geschichte
Der Gemeindetag entstand durch die Kritik, die vor allem aus den Reihen der evangelikalen Bekenntnisbewegung im Vorfeld des DEKT 1973 in Düsseldorf geäußert wurde. So übte der Theologe Gerhard Bergmann in seinem Artikel Bitte, prüfen sie selbst: Kann der Besuch des Kirchentages empfohlen werden? Kritik am damaligen Kirchentagspräsidenten Heinz Zahrnt. Bergmann sah die Veröffentlichung Zahrnts unter dem Titel Endgültigkeit der Aufklärung als offenkundigen Widerspruch zu Schrift und Bekenntnis. Der Theologe Walter Künneth unterstützte die Kritik Bergmanns um den Pluralismus des Kirchentages in seinem Aufsatz Weshalb ein „Nein“ zum Kirchentag 1973? und riet vom Besuch des Kirchentages ab.
Aufgrund der Kritik führender Theologen aus den Reihen der Bekenntnisbewegung am Kirchentag 1973 fasste der Bundesarbeitskreis der Bekenntnisbewegung schließlich am 19. Juni 1972 den Beschluss, sich nicht am Düsseldorfer Kirchentag zu beteiligen, und stattdessen einen Evangelischen Gemeindetag unter dem Wort zu planen. Am 31. Mai 1973 folgten rund 24.000 Menschen der Einladung in die Dortmunder Westfalenhalle.
Den Unterschied zwischen Kirchentag und Gemeindetag beschreibt der Theologe Friedhelm Jung. So habe die Leitung des Kirchentages den „Absolutheitsanspruch“ der Schrift preisgegeben, der jedoch sei vom Gemeindetag als grundlegend angesehen worden.
Weitere Gemeindetage fanden statt 1975 in Stuttgart, 1977 in Dortmund, 1978 und 1982 in Stuttgart, 1984 in Essen, erneut 1985, 1989 und 1992 in Stuttgart, 1994 in Siegen und 2002 in Stuttgart.
Inzwischen hat sich der Trägerverein aufgelöst. Die inhaltliche Fortsetzung zeigte sich zuletzt im von der ChristusBewegung in Württemberg und vieler mittragenden Organisationen beim Christustag am 19. Juni 2014 in Stuttgart.